# San Esteban (Chile)
San Esteban es una comuna de la Provincia de Los Andes en la Región de Valparaíso, en la zona central de Chile. El territorio que ocupa actualmente la comuna de San Esteban y que abarca toda la extensión ubicada al norte del río Aconcagua se denominaba antiguamente "Aconcagua Arriba".

## Historia
La comuna posee una leyenda relacionada con la historia de Chile y el proceso de la Independencia del país, y se debe al sector llamado "Cariño Botado". En 1817, parte del Ejército Libertador ingresó a Chile por el Paso de Uspallata (actual Paso Los Libertadores) al mando de Juan Gregorio de Las Heras. El camino internacional de dicha época entre Chile y Argentina, se le llamaba Camino Real, y comunicaba Mendoza con San Felipe (pasando por sectores de la comuna de San Esteban como San Miguel, La Florida y Tocornal). Existia una pequeña comunidad en el sector cercano a San Miguel, de lo cuales sus habitantes, al saber del paso del ejército, prepararon y esperaron a los soldados con un espléndido banquete. Al pasar las tropas por el lugar, Las Heras se excusó de aceptar el banquete, argumentando que esa misma tarde (8 de febrero de 1817) debía unirse con O'Higgins, San Martín y el resto del Ejército Libertador que los esperaban en Curimón para seguir hacia Santiago de Chile. También se dice que el banquete no fue aceptado, por sospecha de un posible envenenamiento de la comida por parte de los realistas. Los vecinos del lugar, al saber que el ejército no pasaría por el lugar, decidieron no servirse el banquete, dado que los soldados lo habían despreciado, por lo que lo dejaron allí mismo, para que las aves lo comieran. Se cuenta que el banquete se mantuvo días en el lugar. Ese es el origen del nombre del sector "El Cariño Botado". Actualmente existe un monolito en el lugar, el cual fue instalado en el Bicentenario (2017) con la presencia de militares chilenos y argentinos quienes replicaron la travesía del Ejército Libertador desde Argentina a Chile, recordando la hazaña, pero esta vez visitando "El Cariño Botado".

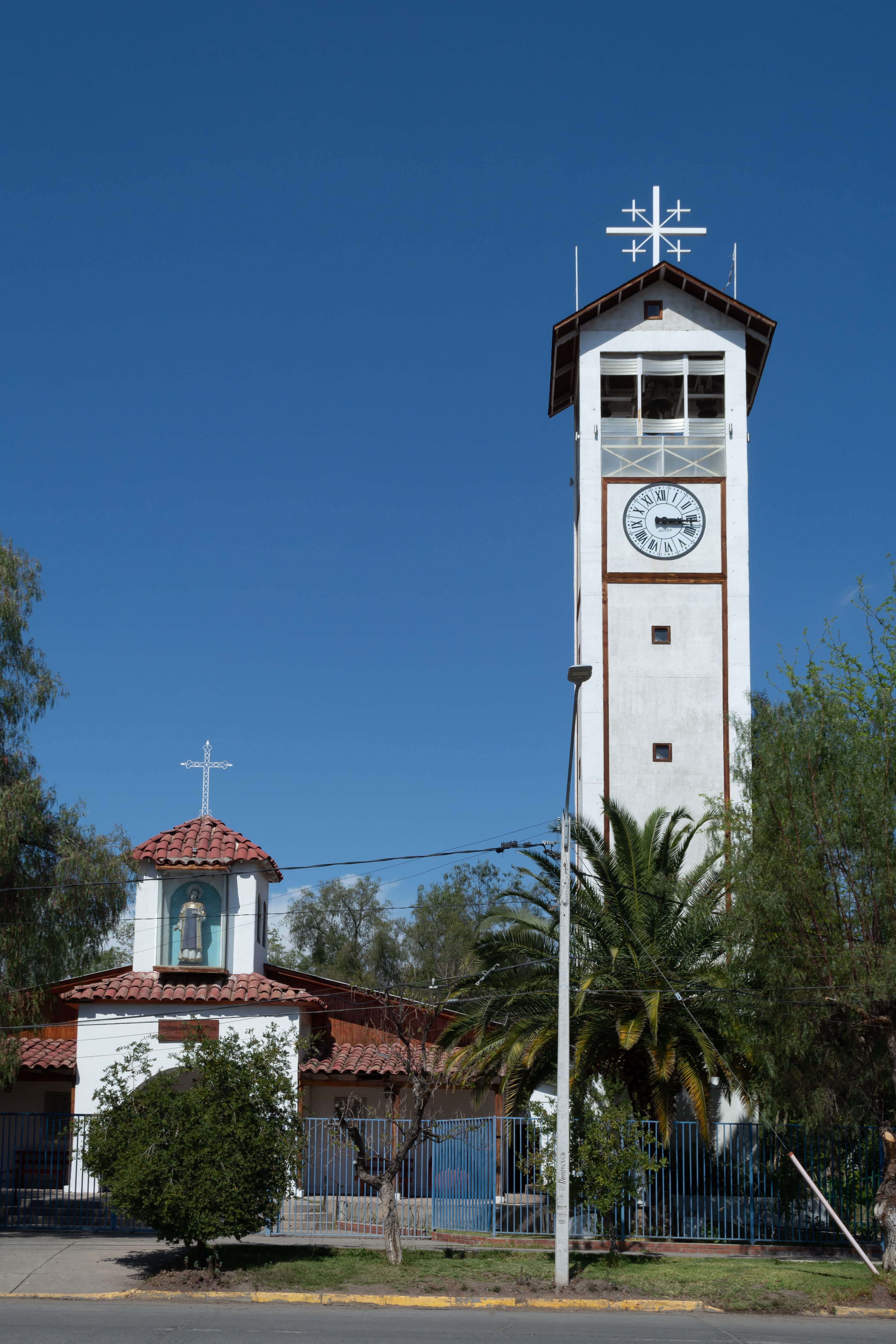
Iglesia de San Esteban Protomártir.

El 30 de noviembre de 1885, Domingo Santa María decreta la división del Departamento de San Felipe en divisiones y distritos. Correspondió al territorio de San Esteban las subdelegaciones de San Regis, Miraflores, San José y río Colorado.
Posteriormente el 24 de diciembre de 1891, durante el gobierno de José Manuel Balmaceda se promulga la ley que crea la Comuna de Las Juntas, antecesora de la actual comuna de San Esteban. Siete años después, Federico Errázuriz Echaurren otorga el título de Villa de San Esteban a la aldea de San Esteban, el 30 de octubre de 1898. El nombre San Esteban se debe a la advocación al Santo de la Iglesia católica apedreado en Jerusalén considerado el primer mártir del cristianismo. En su nombre fue erigida la parroquia de la comuna, el 3 de agosto de 1861, ubicada frente a la Plaza de Armas, quien celebró sus 150 años, el 3 de agosto de 2011, siendo la gran fiesta el 26 de diciembre de ese año, en donde el Obispo Diocesano, bendijo grandes obras de ampliación y el nuevo campanario. El nombre de la comuna en aquel entonces era "San Esteban de Aconcagua Arriba".
Francisco Astaburoaga en 1899 en su Diccionario Geográfico de la República de Chile: 693  escribió sobre San Esteban:

San Esteban.-—Aldea del departamento de San Felipe y asiento de parroquia, creada por auto de 3 de agosto de 1861 con el título de San Esteban de Aconeagua Arriba, comprendiendo la sección de la antigua parroquia de San Felipe al E. del cerro de Herrera en el mismo departamento. Contiene un caserío de 300 habitantes, iglesia, cuya primera priedra se colocó el 25 de mayo de 1862, y que se halla á 17 kilómetros hacia el E. de la ciudad de San Felipe en terreno que pertenecía al fundo llamado la Ermita que está inmediato al S. del de San Regis, dos escuelas gratuitas y oficinas de correo y de registro civil. Cercano al O. deja al cerro de la Junta.

Años más tarde, el geógrafo Luis Risopatrón describe a San Esteban como una ‘villa’ en su libro Diccionario Jeográfico de Chile en el año 1924:: 800 

San Estéban (Villa) 32° 48' 70° 36' Cuenta con servicio de correos, rejistro civil i escuelas públicas i se encuentra en la banda N del curso superior del rio Aconcagua, a unos 17 kilómetros hacia el S E de la ciudad de San Felipe; obtuvo el título de villa por decreto de 10 de octubre de 1898.

La actual comuna de San Esteban surge durante la presidencia de Arturo Alessandri Palma el 24 de agosto de 1936, quien además dispone anexar su territorio al Departamento de Los Andes, dejando de pertenecer al Departamento de San Felipe. El territorio comprendía, en ese entonces, los distritos de Las Juntas, La Ermita, San Régis, Lo Calvo, Campos de Ahumada, San Francisco, La Florida, Cariño Botado y Río Colorado.
La constitución de la Municipalidad de San Esteban se efectuó el 20 de noviembre de 1936, a las 18 horas, siendo elegido como primer alcalde don Pedro Corail Valenzuela, y regidores los señores Teodoro Zenteno, Rolando Quiroga, Clodomiro Varas y Augusto Ramírez.

## Medio ambiente

### Geomorfología y componentes abióticos

Trazado simplificado de los ecosistemas y cuerpos de agua presentes en la comuna de San Esteban.

La comuna de San Esteban se encuentra emplazada en las unidades geomorfológicas de Cordillera andina de retención crionival y Cuencas transicionales semiáridas; y presenta según la clasificación climática de Köppen clima de tundra (ET), clima de tundra de lluvia invernal (ET (s)), clima mediterráneo de lluvia invernal (Csb), clima mediterráneo de lluvia invernal de altura (Csb (h)), clima mediterráneo frío de lluvia invernal (Csc) y clima semiárido de lluvia invernal (BSk (s)). Esta además se halla en la cuenca hidrográfica de río Aconcagua. Además, la comuna posee diversos cuerpos de agua, entre los que se destacan el río Aconcagua, río Colorado, río Juncal y río Recillos.

### Componentes bióticos
Dentro del territorio de la comuna se pueden hallar los siguientes ecosistemas:
- Bosque esclerófilo mediterráneo andino donde predominan Kageneckia angustifolia y Guindilia trinervis (Vulnerable)
- Herbazal mediterráneo andino donde predominan Nastanthus spathulatus y Menonvillea spathulata (Preocupación menor)
- Matorral bajo mediterráneo andino donde predominan Chuquiraga oppositifolia y Nardophyllum lanatum (Preocupación menor)
- Matorral bajo mediterráneo andino donde predominan Laretia acaulis y Berberis empetrifolia (Preocupación menor)
- Matorral espinoso mediterráneo interior donde predominan Trevoa quinquinervia y Colliguaja odorifera (Preocupación menor)
- Zonas geográficas hinóspitas sin vegetación (Sin información)

### Medidas de protección ambiental y conflictos socioambientales
Hasta 2022, la comuna de San Esteban cuenta con las siguientes zonas que poseen algún nivel de protección ambiental:
- Altos de Ahumada (Sitios ERB)[12]
- Estero Zaino - Laguna El Copín (Sitios ERB)[13]
- río Aconcagua (Sitios ERB)[14]
- Santuario de la Naturaleza El Zaino - Laguna El Copín (Santuario de la Naturaleza)[15]
- Zona Media Superior Aconcagua (Sitios ERB)[16]

## Administración

### Municipalidad

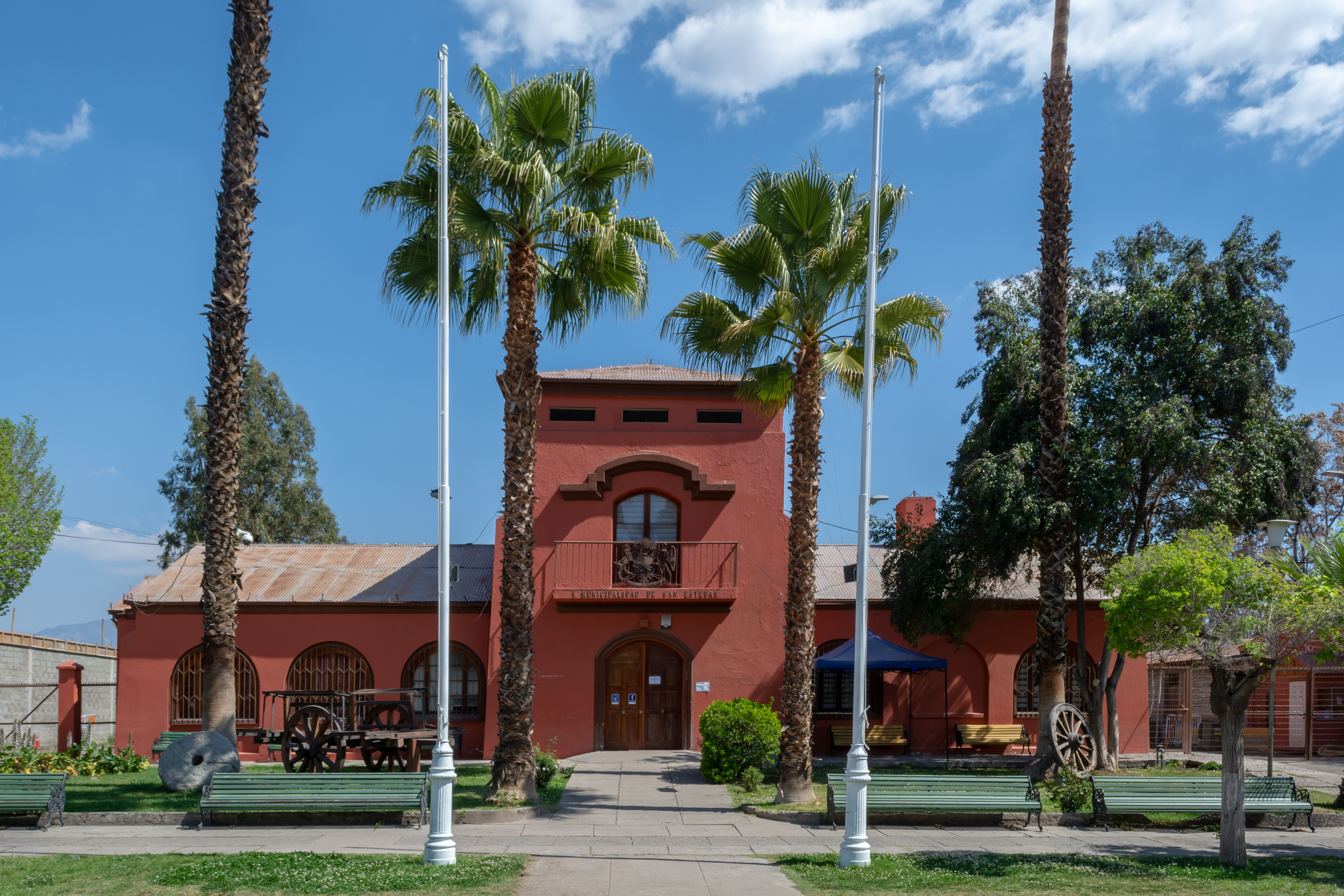
Ilustre Municipalidad de San Esteban.

La Municipalidad de San Esteban para el periodo 2021-2024 es dirigida por el alcalde Christian Ortega Villagras (Independiente - Candidatura Independiente) y el concejo municipal conformado por los concejales:
- Rafael Ignacio Reyes Fuenzalida (Partido Comunista de Chile)
- Joel Eduardo Ramírez Urtubia (IND - Chile Vamos Renovación Nacional - IND)
- Sandra Miranda Muñoz (Partido Por la Democracia)
- Marian Eliser Leiva Vásquez (Partido Socialista de Chile)
- Manuel Alejandro Ibaceta Lara (Partido Demócrata Cristiano)
- Mónica Ximena Arancibia Osorio (Partido Demócrata Cristiano)

### Representación parlamentaria
San Esteban forma parte de la Circunscripción Senatorial VI y del Distrito Electoral 6. Es representada en la Cámara de Diputados del Congreso Nacional por los siguientes diputados:
- Camila Alejandra Flores Oporto (Renovación Nacional)
- Andrés Longton Herrera (Renovación Nacional)
- Gaspar Alberto Rivas Sánchez (Partido de la Gente)
- Carolina Marzán Pinto (Partido Por la Democracia)
- Nelson Venegas Salazar (Partido Socialista de Chile)
- Chiara Barchiesi Chávez (Partido Republicano De Chile)
- Diego Ibáñez Cotroneo (Convergencia Social)
- María Francisca Bello Campos (Convergencia Social)

En el Senado, la representan:
- Kenneth Pugh Olavarría (IND - RN)
- Francisco Chahuán Chahuán (Renovación Nacional)
- Ricardo Lagos Weber (PPD)
- Isabel Allende Bussi (PS)
- Juan Ignacio Latorre Riveros (RD)

## Economía
En 2018, la cantidad de empresas registradas en San Esteban fue de 385. El Índice de Complejidad Económica (ECI) en el mismo año fue de -0,59, mientras que las actividades económicas con mayor índice de Ventaja Comparativa Revelada (RCA) fueron Alquiler de Maquinaria y Equipo Agropecuario (132,25), Servicios Personales en Publicidad (71,12) y Elaboración de Bebidas Alcohólicas (42,91).

## Lugares de interés

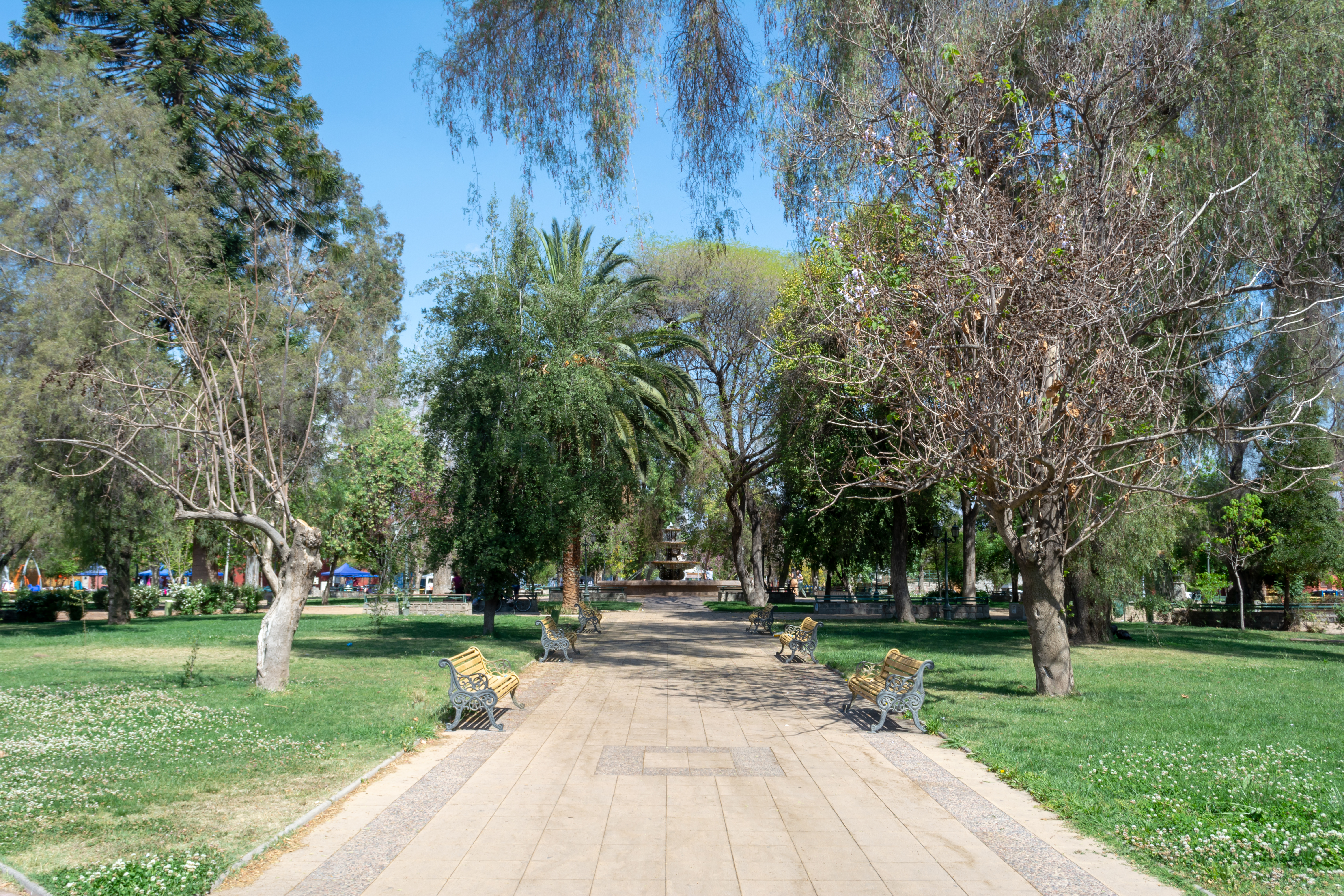
Plaza de Armas de San Esteban.

Entre los atractivos turísticos de la comuna, se pueden considerar La Casa San Regis, las Termas del Corazón, el sector de San Francisco, Campos de Ahumada y Río Colorado, lugares de altas montañas (como el Cerro Mocoén, de 2690 m de altura, lugar muy apto para hacer excursiones), espléndidas vistas del valle y diversidad en flora y fauna. En el sector de Campos de Ahumada se encuentra un nuevo y moderno centro de esquí llamado El Arpa, donde aún se puede disfrutar de nieve virgen. Por esta comuna pasa también el Camino San Miguel, la antigua vía hacia Mendoza. Junto a ella surge el caserío de San Miguel, con fiesta religiosa en honor del Arcángel San Miguel (29 de septiembre).
A los orígenes de Chile como república independiente. La Corona Española le entregó a don “Andrés Toro de Mazote” las ricas tierras, ubicadas al norte del Río Aconcagua. En lo que hoy corresponde a la comuna de San Esteban, don Andrés levantó una magnánima casa colonial, rodeada por la imponente Cordillera de Los Andes. Se estima que su fecha de construcción de remonta a 1740.
En la historia, la propiedad conocida como Casa San Regis, pasó indistintamente por las manos de los “Jesuitas”, familias españolas y nacionales, tales como, “Los Hurtado”, “Ipinza” y “Espínola” mantuvieron la casa antes de llegar a manos de los “Arribas” (1970).

## Medios de comunicación

### Radioemisoras
FM
La comuna no cuenta con radios comunitarias.